# Ammophila wrightii
Ammophila wrightii är en biart som först beskrevs av Cresson 1868.  Ammophila wrightii ingår i släktet Ammophila och familjen grävsteklar. Inga underarter finns listade i Catalogue of Life.